# Karen Foo Kune
Karen Foo Kune, née en mai 1982, est une joueuse de badminton mauricienne, sportive renommée de l'île Maurice, issue d’une famille passionnée de ce sport, nommée meilleure joueuse de l’année dans son pays à deux reprises, et ayant participé à plusieurs compétitions internationales, dont les coupes d’Afrique, les championnats du monde et les Jeux olympiques.

## Biographie
Elle est née le 29 mai 1982. Son père, Jacques Foo Kune, et sa mère, Cathy Foo Kune, sont aussi des joueurs de badminton, ainsi que sa sœur Kate, née en 1993. Ce sport est populaire sur l'île qui depuis des millénaires bénéficie d'influences asiatiques,.
Jeune, elle s’intéresse tout d’abord à la natation, au Club Aquatique de Maurice, jusqu’à ses 12 ans, puis en vient à la pratique du badminton.  Elle remporte de multiples tournois sur l’île, puis cherche à concilier, dans des structures adhoc, les études et la pratique de ce sport. Après cinq ans passés en Australie  à Melbourne, elle poursuit en Allemagne  à Sarrebruck,  puis en France, à Créteil en région parisienne, côtoyant dans l’hexagone le joueur français  Brice Leverdez. En 2008, elle participe aux Jeux olympiques de Pékin. En 2009, elle revient dans son pays natal. Elle est élue à deux reprises, en 2004 et en 2009, sportive de l'année sur l'île Maurice. En 2010, elle est sélectionnée également pour les championnats du monde de badminton, à Paris, au stade Pierre-de-Coubertin. Elle y est l'unique représentante africaine en simple (en double, le Nigeria et l’Afrique du Sud sont présents également).
En 2013, elle devient l’une des représentantes des sportifs au sein du Comité Olympique Mauricien. En 2016, elle fait partie du staff accompagnant la délégation de sportifs mauriciens aux Jeux olympiques d’été de Rio. Sa sœur Kate est le porte-drapeau de cette délégation.
En parallèle, elle  s’investit également dans le domaine social, animant à partir de mai 2010 le projet Badminton Pou Zenfan, qui initie et invite des enfants à poursuivre la pratique du badminton.
Elle s’engage enfin dans le domaine politique, au sein du Mouvement militant mauricien, devenant   conseillère municipale de Beau Bassin-Rose Hill.

## Palmarès

### Championnats d'Afrique
- Championnats d'Afrique de badminton 2007 à Beau Bassin-Rose Hill
  -  Médaille d'argent en double dames avec Grace Daniel
  -  Médaille de bronze en simple dames
  -  Médaille de bronze en double mixte avec Stephan Beeharry
- Championnats d'Afrique de badminton 2006 à Alger
  -  Médaille de bronze en simple dames
  -  Médaille de bronze en double dames avec Amrita Sawaram
- Championnats d'Afrique de badminton 2004 à Beau Bassin-Rose Hill
  -  Médaille de bronze en double dames avec Amrita Sawaram
- Championnats d'Afrique de badminton 2002 à Casablanca
  -  Médaille de bronze en double dames avec Anusha Dajee

### Jeux des îles de l'océan Indien
- Jeux des îles de l'océan Indien 2003 à Réduit
  -  Médaille de bronze en double dames avec Anusha Dajee